# کریس گلنون
کریس گلنون (انگلیسی: Chris Glennon; ۲۹ اکتبر ۱۹۴۹ – ۱۰ مهٔ ۲۰۱۶) بازیکن فوتبال بود.
از باشگاه‌هایی که در آن بازی کرده‌است می‌توان به باشگاه فوتبال منچستر سیتی، باشگاه فوتبال نورتویچ ویکتوریا، و باشگاه فوتبال ترانمره راورز اشاره کرد.